# Campbell, Teksas
Campbell je grad u američkoj saveznoj državi Teksas. Prema popisu stanovništva iz 2010. u njemu je živjelo 638 stanovnika.

## Vanjske poveznice
|  | Zajednički poslužitelj ima još gradiva o temi Campbell, Teksas |